# ترانسفورماتور خشک رزینی
ترانسفورماتور خشک رزینی (به انگلیسی: Cast resin transformer) نوعی ترانسفورماتور است که سیم پیچ‌های آن در دی‌الکتریک مایع غوطه ور نمی‌باشند، بلکه از مواد جامد جهت این امر استفاده می‌شود. ازاین نوع ترانسفورماتورها در بدترین شرایط محیطی، آب و هوایی و آتش‌سوزی بهره‌برداری می‌شود، لذا ایمن‌ترین و قابل اطمینان‌ترین نوع ترانسفورماتور توزیع می‌باشد.و ترانس های خوبی میباشند

## تاریخچه
ایده ساخت ترانسفورماتور فاقد روغن در اواسط دهه ۹۰ مطرح شد. بررسی، طراحی و ساخت این ترانسفورماتور از بهار سال ۱۹۹۶ در شرکت ABB شروع شد. در این ترانسفورماتور به جای استفاده از هادیهای مسی با عایق کاغذ از کابل پلیمری خشک با هادی سیلندری استفاده می‌شود.
در یک ترانسفورماتور خشک، استفاده ار تکنولوژی کابل، امکانات تازه‌ای برای بهینه کردن طراحی میدان‌های الکتریکی و مغناطیسی، نیروهای مکانیکی و تنش‌های گرمایی فراهم کرده است.

## ویژگیها
داشتن ویژگیهایی همچون:
- خود اطفاء بودن
- مقاومت در برابر رطوبت
- عدم ایجاد آلودگی‌های زیست‌محیطی
- مقاومت در برابر اتصال کوتاه
- سهولت نصب و بهره‌برداری
- قابل استفاده بودن در محیطهای گرم تا دمای ۵۵ درجه سانتیگراد
- عمکرد خوب در برابر لرزشها و تکانهای شدید
- بی‌نیازی از سرویس نگهداری چشمگیر
- امکان نصب در مجاورت محل مصرف و در نتیجه کاهش تلفات
- ایمنی بیشتر و ایده‌آل بودن برای نصب در فضاهای محدودی که نصب ترانسفورماتورهای روغنی میسر نمی‌باشد
- اقتصادی بودن از عمده‌ترین مزایای ترانسفورماتورهای خشک رزینی می‌باشد.

## استانداردها
این نوع ازترانسها براساس مشخصات ارئه شده در استانداردهای بین‌المللی IEC 60076-11 محاسبه، طراحی، وبا سیستم عایقی کلاسهای A,E,B,F,H,C ساخت و تست می‌شوند.